# バイエルン州立図書館

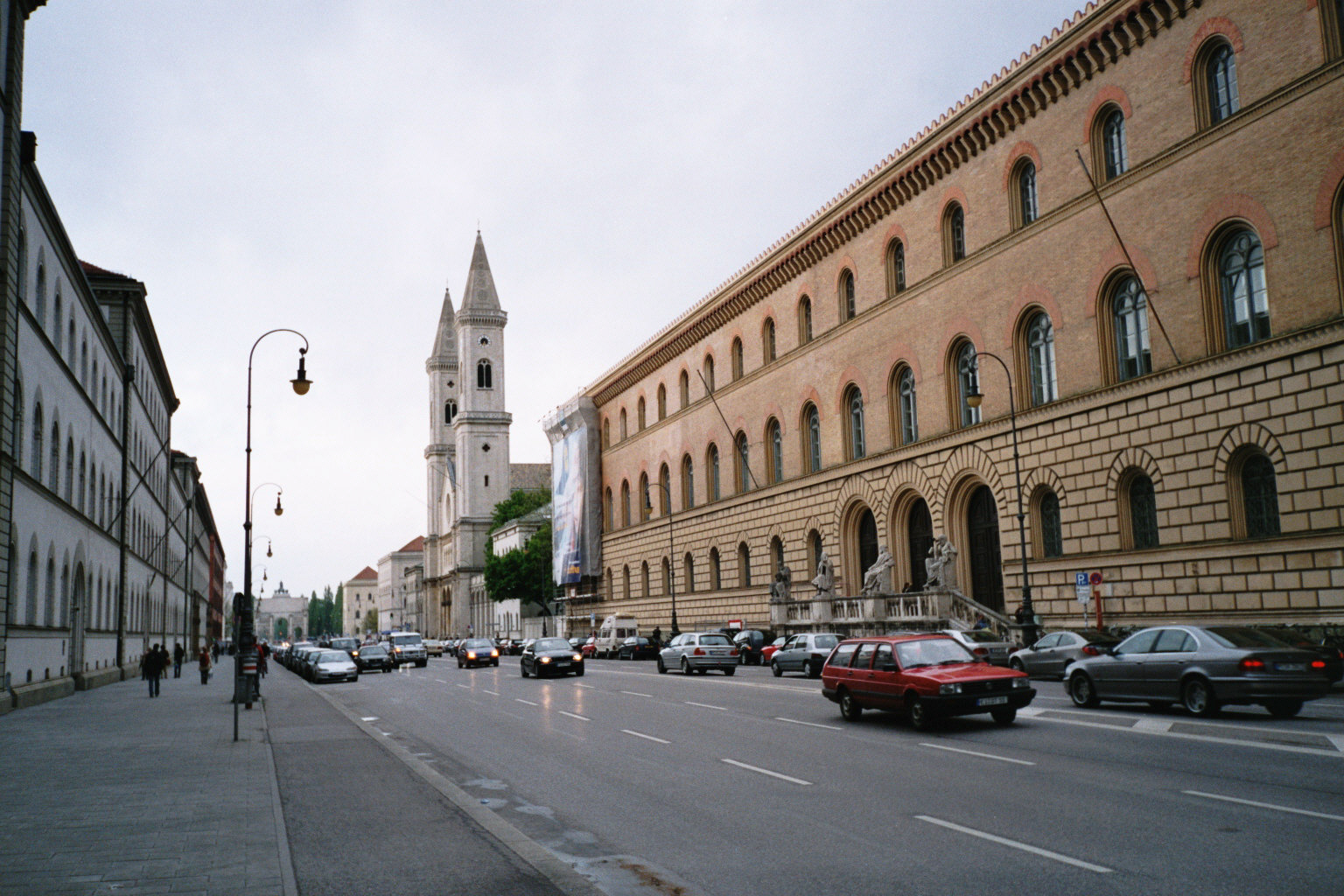
バイエルン州立図書館

バイエルン州立図書館（Bayerische Staatsbibliothek）は、バイエルン州の州都ミュンヘンにある州内の中心的図書館である。同時に、ドイツ語圏での最大級の図書館の一つでもある。
この図書館の前身は、バイエルン公アルブレヒト5世が建てたヴィッテルスバッハ宮廷図書館である。公は1558年にヨハン・アルプレヒト・ヴィドマンシュテッターの個人的な蔵書を図書館の基本的な蔵書とするために購入した。
1571年には、アルブレヒト5世はヨハン・ヤコブ・フッガーの蔵書も購入して拡充を図った。そこには次のものが含まれる。
- フッガーから派遣された人員によってスペイン、イタリア、オランダなどで買い集められた約1万冊の本。
- アルプス以北で最も重要な人文主義的な蔵書とされたハルトマン・シェーデルの蔵書から流出した写本やインキュナブラ。

それ以外の蔵書の劇的な増加は、ドイツの修道院が多く取り壊された1802年から1803年にかけて訪れた。この時に1000年以上にわたって蓄積されてきた稀覯書を、全体のごく一部ではあったが、ドイツの各領邦領主の図書館が救済する形になり、ミュンヘンにも流れたのである。
ヴィッテルスバッハ宮廷図書館はバイエルン王国が倒れてバイエルン州が成立した1919年、バイエルン州立図書館と改称した。

## 蔵書
- 約900万冊の書籍
- 約90200点の写本。この蔵書目録は図書館員ヨハン・アンドレアス・シュメラー（Johann Andreas Schmeller, 1785年 - 1852年）が作成した。
- ラテン語の古写本  (Codices latini monacenses – Clm) ,約17000点 
  - アラリック王抄典（Breviarium Alarici, Clm 22501）- 6世紀の写本
  - purple evangeliary (Clm 23631) - 9世紀の写本
  - サンエメランのアウレウス写本（Codex aureus of St. Emmeram, Clm 14000） - 870年頃
  - Evangeliary of  Ottos III (Clm 4453) - 1000年頃
  - ハインリヒ2世の引用章句集（Pericope Book of Henry II, Clm 4452）
  - ハインリヒ2世のミサ祈禱書（Sacramentarium of Henry II, Clm 4456）
  - Uta-Codex (Clm 13601), ca. 1025
  - 『ルオドリエプ』断片（Ruodlieb romance fragments, Clm 19486）- 1050年頃
  - Scheyerer Matutinalbuch (Clm 17401)
  - カルミナ・ブラーナ (Clm 4660)
  - マクシミリアン1世の祈禱書（prayer book of Maximilians I of Bavaria, Clm 23640）
  - ミュンヘン降霊術手引書 (Liber incantationum, Exorcismorum et Fascinationum Variarum - Clm 849)
  - モリニーの修道士ヨハネスの『聖処女マリアの幻視の書』(Liber visionum Mariae Virginis - Clm 276, fol. 48-)
- ドイツ語写本 (Codices germanici monacenses – Cgm) - 約10500点
  - 『ニーベルンゲンの歌』の写本 A (Cgm 34)
  - フライジンク写本（Freising manuscripts）
  - Wessobrunner Prayer (Clm 22053)
  - ムースピリ (Clm 14098)
  - ヴォルフラム・フォン・エッシェンバッハの『パルツィファル』 (Cgm 19)
  - ゴットフリート・フォン・シュトラースブルクの『トリスタンとイゾルデ』(Cgm 51)
- ギリシャ語写本 (Codices graeci – Cod.graec.), 645点
- スラブ語写本 (Codices slavici, Cod.slav.), 約100点
- 装飾写本 (Codices inconographici),約550点
  - パウルス・ヘクトル・マイアーの大綱(Cod. icon. 393)
- 約47,200 点の定期購読雑誌とモノグラフのシリーズ（ヨーロッパ第二位の蔵書数）
- 世界最大級の保有数を誇る19900 点のインキュナブラ
  - グーテンベルク聖書